# St.-Johannes-Nepomuk-Kapelle (Sand in Taufers)

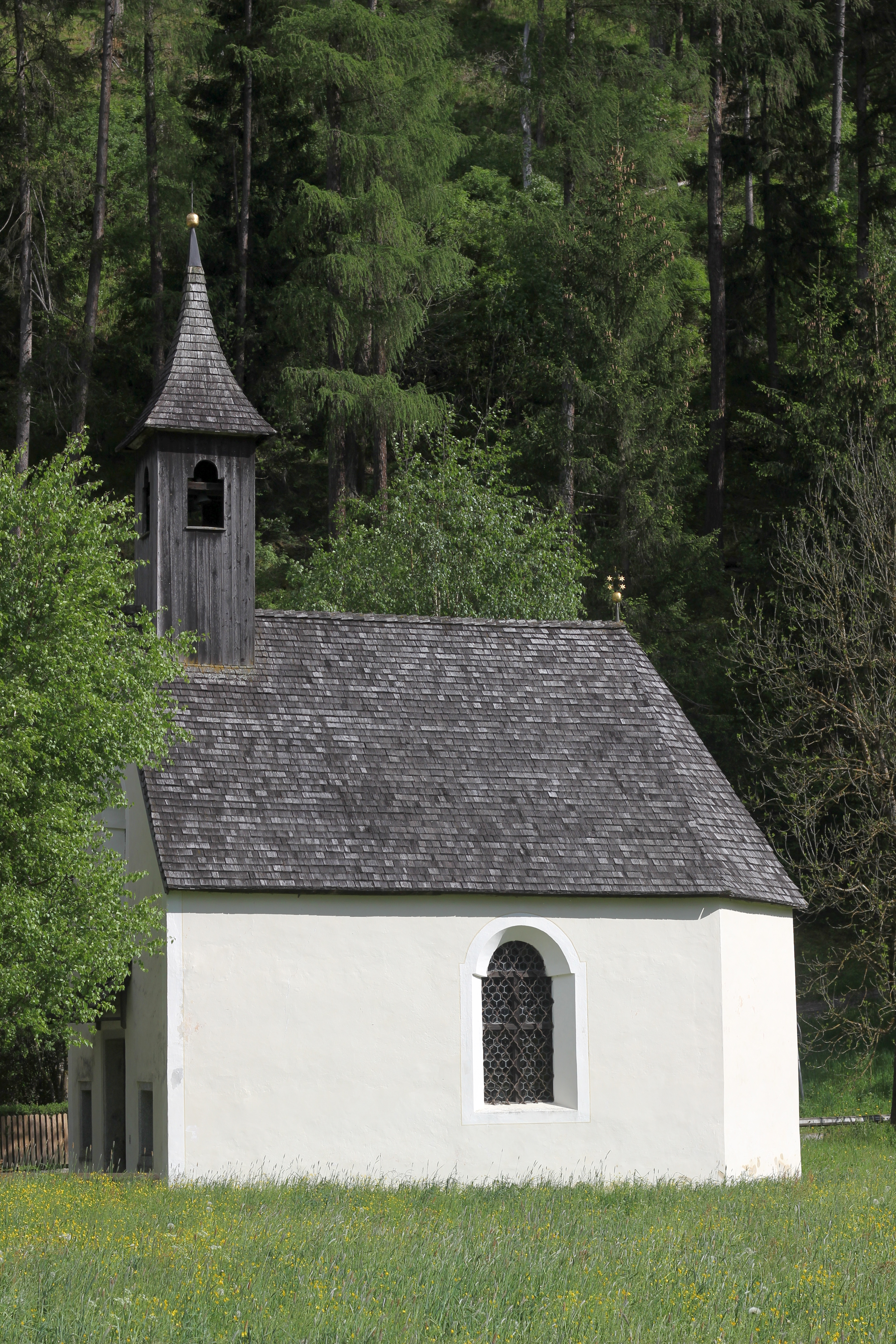
St. Johannes Nepomuk

Die St.-Johannes-Nepomuk-Kapelle ist ein denkmalgeschütztes Kirchengebäude im Ortsteil Kematen von Sand in Taufers in Südtirol. Die Kapelle ist dem Patrozinium des  Johannes Nepomuk unterstellt.

## Geschichte und Beschreibung

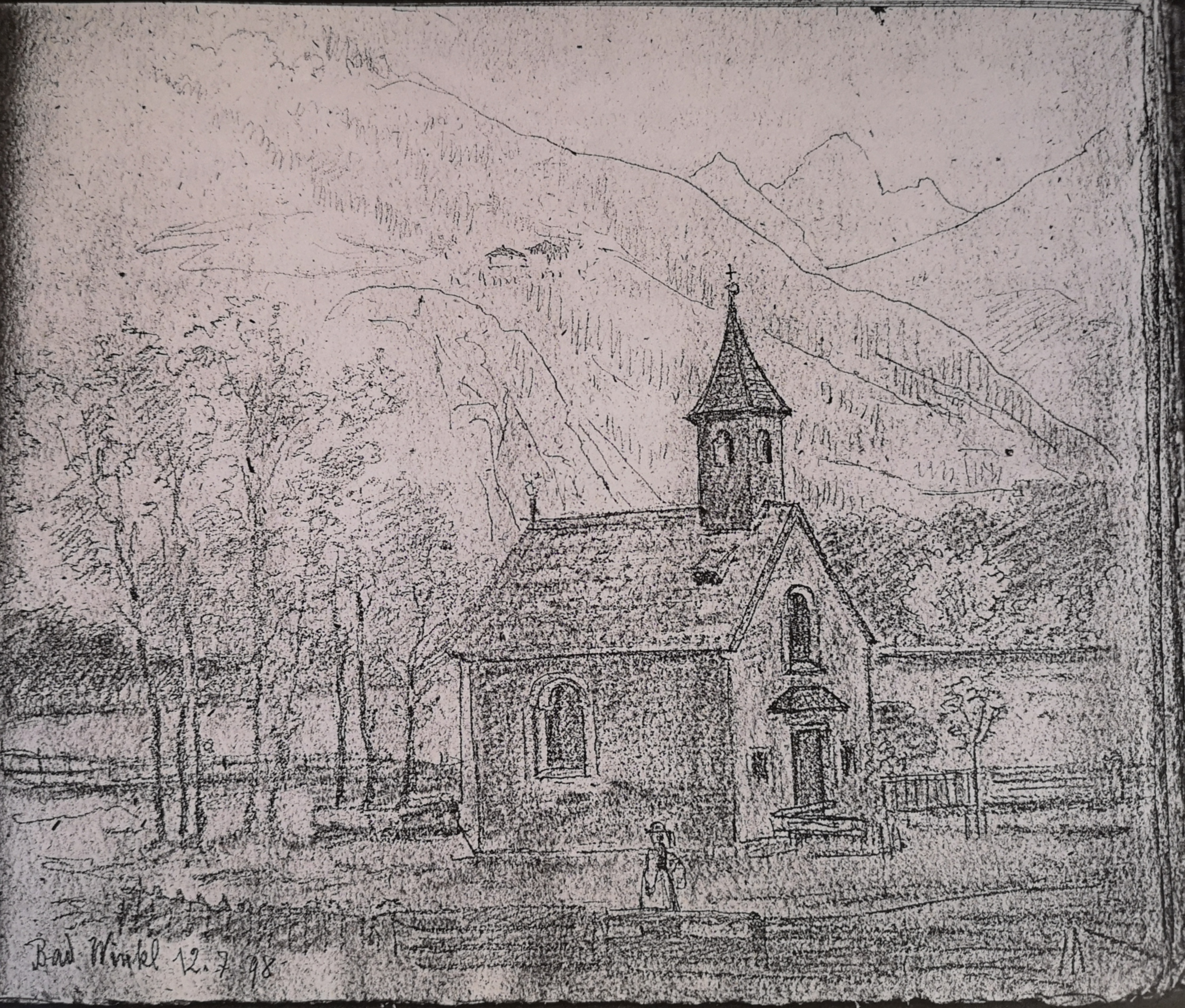
Kapelle von Osten. Bleistiftzeichnung des Münchner Oberst Schwenninger (1898). Im Hintergrund Pursteinhöfe und Silhouette des Turnerkamps

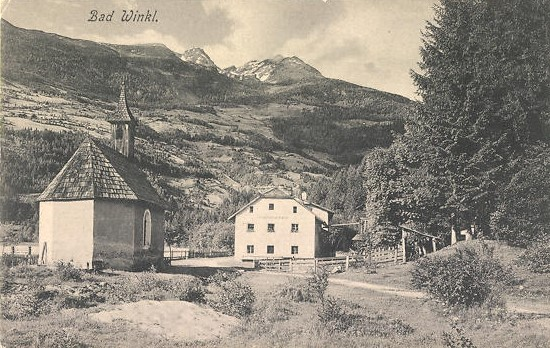
Kapelle und Bad Winkel gegen Ahornach. Ansichtskarte 1905

Als Ergänzung des bis heute bestehenden, bereits 1650 bezeugten Bauernbads Bad Winkel (auch Bad Winkl oder Weihbrunn) in Kematen ließ Candidus von Zeiller, Gerichtspfleger von Taufers und Inhaber von Neumelans, die Kapelle 1731 im schlichten spätbarocken Stil erbauen.
Der Bau weist einen hölzernen Dachreiter, einen dreiseitigen Chorabschluss und eine steingerahmte Rechtecktür auf. Das Dach ist mit Holzschindeln eingedeckt.
Die Decke im Innenraum ist als Tonne über einem einfachen Gesims gestaltet. Der auf Säulen und Pilastern mit gekröpftem Gebälk ruhende und mit Volutenansätzen und einer Rocaille gestaltete Altar aus der zweiten Hälfte des 18. Jahrhunderts zeigt im Altarbild den Kirchenpatron, der von zwei Josefs- und Joachims-Statuen flankiert wird. Ein Gemälde mit Karl Borromäus und Antonius von Padua von 1638 ist mit MB signiert und vermutlich Matthäus Barat zuzuschreiben. 
Die Kapelle wurde 1986 unter Landesdenkmalschutz gestellt.